# 維圖伊馬
維圖伊馬是哥倫比亞的城鎮，位於該國中部，由昆迪納馬卡省負責管轄，距離首府波哥大112公里，始建於1627年，面積61平方公里，海拔高度1,301米，2005年人口2,565。
4°52′N 74°33′W / 4.867°N 74.550°W